# Erich Tecka
Erich Tecka (Vienna, 25 luglio 1948 – 27 giugno 2020) è stato un cestista e dirigente sportivo austriaco.

## Carriera
Con l'Austria disputò i Campionati europei del 1977.